# Wugigarra nauo
Wugigarra nauo är en spindelart som beskrevs av Huber 200. Wugigarra nauo ingår i släktet Wugigarra och familjen dallerspindlar.
Artens utbredningsområde är Sydaustralien. Inga underarter finns listade i Catalogue of Life.